# La Sotana
La Sotana es un programa de humor irreverente sobre el Barça y el mundo del fútbol que se emite semanalmente en formato radiofónico.  El programa, de una hora de duración, es producido y moderado por el gerundense Andreu Juanola, con los comentarios de Manel Vidal Boix, Joel Díaz y Modgi, y con Enric Gusó como técnico de sonido.

## El programa
La Sotana se emite los lunes de diez a once de la noche. Consta de una tertulia sobre la actualidad deportiva y varias secciones en clave de humor. Habitualmente participan invitados del entorno azulgrana, del mundo del periodismo deportivo o humoristas.
Entre los invitados que han aparecido en el programa se encuentran el presidente del Fútbol Club Barcelona Joan Laporta, y periodistas como Jordi Basté, Raül Llimós, Maria Fernández Vidal, Xavier Aldekoa, Danae Boronat, Santi Giménez, Ramon Besa, Ricard Torquemada o Sergi Pàmies; ex directivos del Barça como Toni Freixa, Alfons Godall o Elena Fort; el precandidato a la presidencia del Barça Víctor Font; humoristas como Jair Domínguez; músicos como David Carabén y exfutbolistas como Jofre Mateu, Fran González, Damià Abella, Julio Salinas o Samuel Okunowo.  En 2021, empezaron la temporada invitando al futbolista Gerard Piqué.

## Historia

### Inicios y salto en la radio
El programa emana de las videollamadas que hacían por Skype un grupo de amigos donde comentaban la actualidad futbolística. Los inicios del programa, en 2014, se sitúan en la emisora local Ona de Sants de Barcelona. Con los años su popularidad fue creciendo hasta que el periodista Sique Rodríguez los fichó en el programa Què t'hi jugues (Qué te juegas) de SER Catalunya para que hicieran una sección donde puntuaban a los jugadores del Barça, llamada «1x1», que hasta entonces La Sotana colgaba en Twitter. El éxito de la sección hizo que la emisora les contratara para presentar el programa los jueves de once a doce de la noche. Sin embargo, su trayectoria en el programa fue breve ya que se les expulsó de la cadena. Uno de los presuntos motivos por los que se les echó fue un rap en el que se burlaron del director de Mundo Deportivo, Santi Nolla. Volvieron a emitir el programa por Ona de Sants hasta que en septiembre del 2018 les fichó la radio pública de Barcelona, Betevé. 

### Paso por Betevé
La duración del programa en Betevé fue también efímera. Empezaron a emitir el 2018 sin cobrar y rápidamente pasó a ser uno de los programas de mayor éxito, siendo el tercero más visto desde la web de Betevé, los podcasts más escuchados (representando el 80% del consumo de podcasts de Betevé) y pasando a ser el contenido más visto del canal de YouTube de este canal de televisión pública, tal indica el informe público de septiembre de 2018. Sin embargo, el 9 de enero de 2019 el programa fue cancelado. Uno de los motivos que se dieron desde la cadena pública fue por los chistes lesivos hacia el piloto Isidre Esteve. Un día después el Real Club Deportivo Espanyol de Barcelona emitió un comunicado pidiendo la supresión del programa por befas a sus seguidores. Sin embargo, los miembros del equipo de La Sotana apuntaron a presiones de la directiva del Fútbol Club Barcelona a la dirección de la emisora pública por un villancico satírico que dedicaron al presidente del Barça Josep Maria Bartomeu. El programa regresó el lunes siguiente a través de su canal de YouTube emitiendo desde la Casa de Gracia de Barcelona.

### Desvinculación de los medios de comunicación: micromecenazgo
Desde la suspensión del programa en Betevé, el programa ha seguido su curso desvinculado de cualquier medio de comunicación público o privado, gracias al micromecenazgo que recibe de sus oyentes y seguidores a través del sitio web Patreon. Los mecenas pueden gozar en exclusividad del directo del programa el lunes por la noche, así como de las retransmisiones de algunos partidos. Para el resto de oyentes, el audio del programa es colgado en el servidor gratuito de almacenamiento de podcasts Ivoox el martes, y el miércoles el programa en vídeo es colgado en el canal de Youtube.